# Tsutomu Miyasaka
Tsutomu Miyasaka (jap. 宮坂 力, Miyasaka Tsutomu; * 10. September 1953 in Kamakura) ist ein japanischer Ingenieur für Elektrochemie, der sich mit Materialien und Entwicklungen auf Basis von Elektrochemie und Photochemie befasst. Er ist Professor an der Tōin-Universität Yokohama.
Miyasaka wurde 1981 an der Universität Tokio zum Dr. Ing. promoviert (Master-Abschluss 1978). Danach war er bei Fuji Photo Film (Ashigara Research Laboratories) und forschte über hochsensitive photographische Materialien, Lithium-Ionen-Batterien und die Entwicklung eines künstlichen Photorezeptors basierend auf Bakterien-Rhodopsin. Ab 1992 war er dort im Management. Ab 2001 war er Professor an der Toin-Universität Yokohama (einer 1988 gegründeten Privatuniversität), an der er 2006 bis 2009 Dekan des Graduiertenkollegs war und seit 2009 Direktor der Abteilung Forschungsförderung der Universität.
2005 bis 2010 war er Gastprofessor an der Universität Tokio und danach Dozent.
Er befasst sich mit leichten flexiblen Materialien für die Photovoltaik und seit der Entdeckung von metallorganischen Perowskit-Materialien für die Photovoltaik forscht er besonders an Blei-Halid-Perowskit-Solarzellen.
2004 war er Gründer und CEO der Firma Peccel Technologies, ab 2009 war er dort Berater.
2008 bis 2010 war er Direktor der japanischen elektrochemischen Gesellschaft (ECSJ) und leitete 2009 bis 2012 deren Sektion Photoelektrochemie.
2017 gehörte er mit Nam-Gyu Park und Henry J. Snaith zu den Clarivate Citation Laureates, die als Nobelpreiskandidaten für Beiträge zu Perowskiten als Solarzellen-Material gehandelt wurden insbesondere aufgrund oft zitierter Arbeiten.

## Schriften
- mit K. Koyama, I. Itoh: Quantum conversion and image detection by a bacteriorhodopsin-based artificial photoreceptor. In: Science. Band 255, 1992, S. 342–344
- mit Y. Idota, T. Kubota, A. Matsufuji, Y. Maekawa: Tin-based amorphous oxide. A high-capacity lithium-ion-storage material. In: Science. Band 276, 1997, S. 1395–1397
- mit A. Kojima, K. Teshima, Y. Shirai: Organometal halide perovskites as visible-light sensitizers for photovoltaic cells. In: Journal of the American Chemical Society. Band  131, 2009, S. 6050–6051
- mit M. M. Lee, J. Teuscher, T. N. Murakami, H. J. Snaith: Efficient hybrid solar cells based on meso-superstructured organometal halide perovskites. In: Science. Band 338, 2012, S. 643–647